# Arts & Antiques Group

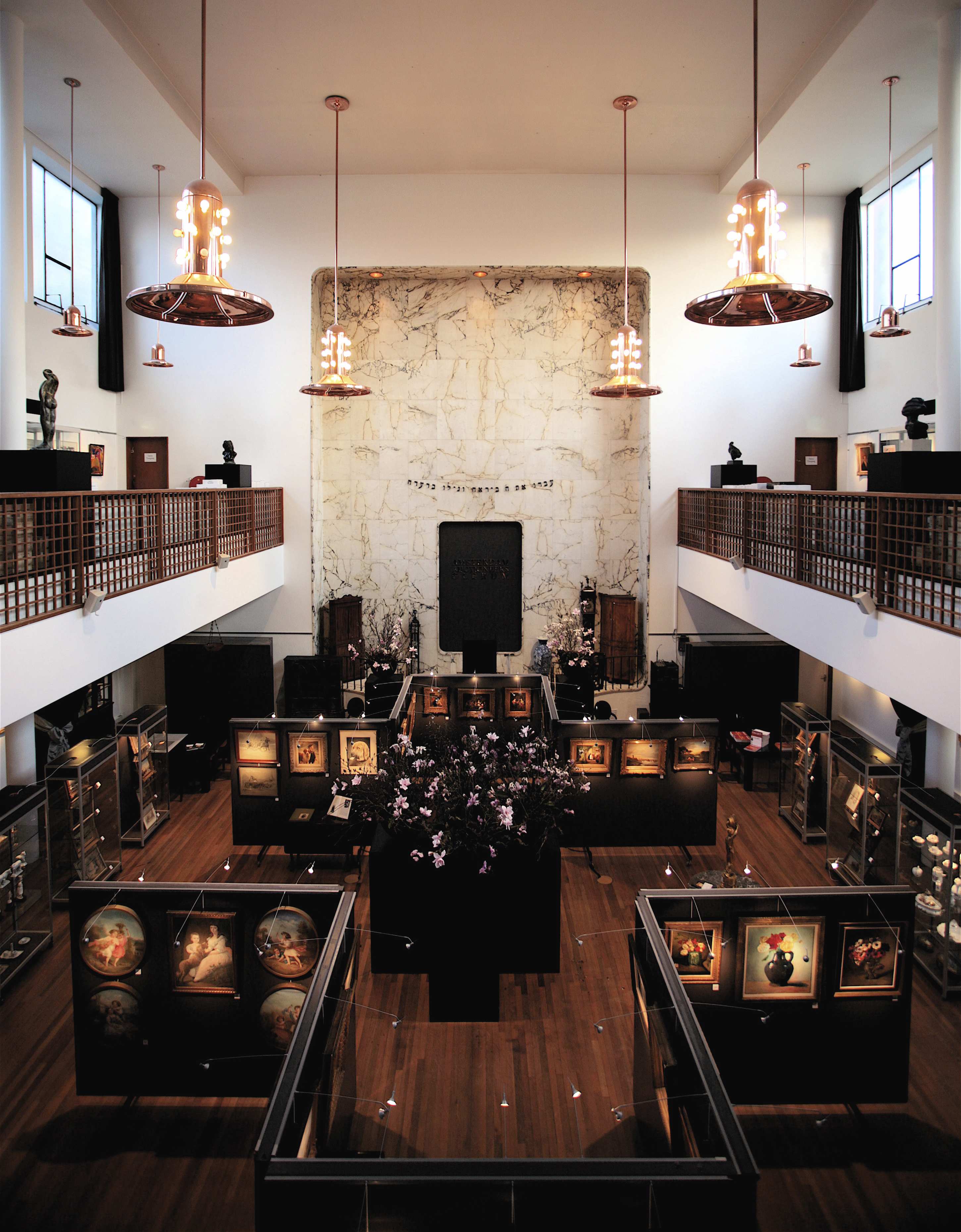
Interieur van het veilinghuis

AAG (Arts & Antiques Group) is het grootste Nederlandse veilinghuis, gespecialiseerd in het veilen van kunst, antiek & wijnen. In 2004 werd het voormalige veilinghuis Glerum, opgericht door Jan Pieter Glerum in 1989, overgenomen door Talita Teves (1977). Oorspronkelijk gevestigd in Den Haag, betrekt het veilinghuis sinds 1997 de Lekstraatsynagoge te Amsterdam, inmiddels rijksmonument. 
Met regelmaat worden veilingen op het gebied van moderne & hedendaagse kunst, 19e-eeuwse schilderijen & oude meesters, interieur, Aziatische kunst en wijnen georganiseerd.